# 편람

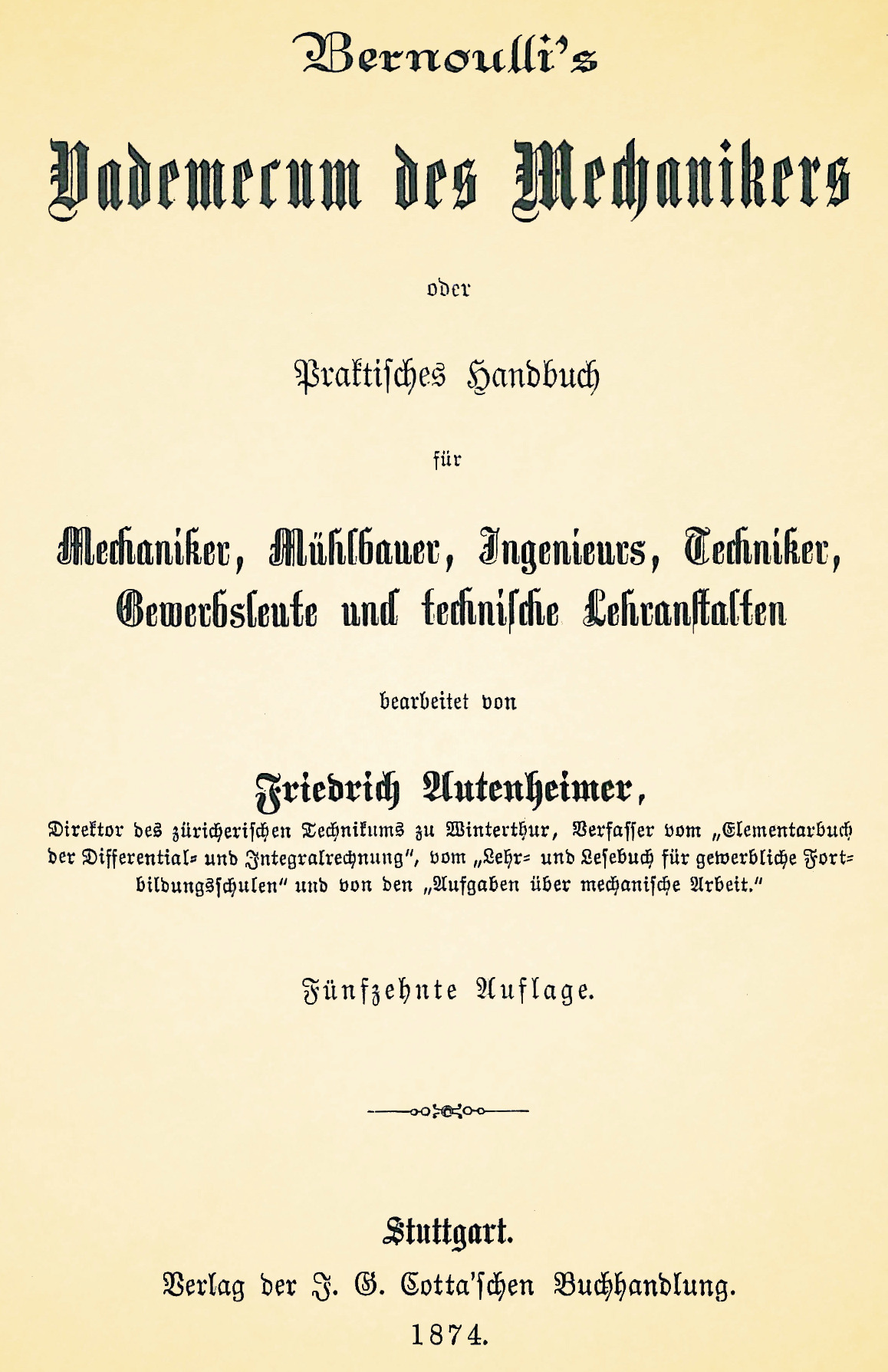
1874년 독일의 기계 장인, 목수, 엔지니어, 기술자 학교를 위한 핸드북

편람(便覽)은 특정 분야에서 필요한 사항을 간략하게 설명하고 필요한 때에 필요한 항목을 즉시 확인할 수 있도록 한 참고 서적의 일종이다. 보통은 한 손으로 들고 다닐 수 있을 만큼 휴대가 간편한 크기로 만들어지며, 핸드북(handbook)이라고도 불린다.

## 같이 보기
- 가이드북
- 교과서
- 수학 조견표